# Sverre Fehn
Pour les articles homonymes, voir Fehn.
Sverre Fehn est un architecte et professeur d'architecture né le 14 août 1924 à Kongsberg en Norvège et mort le 23 février 2009.

## Biographie
Déjà, enfant, Sverre Fehn est passionné de peinture et de dessin, c’est donc tout naturellement qu’il se dirige vers des études d’art et d’architecture à l’école d’architecture d’Oslo, où il est diplômé du diplôme d’État d’architecte en 1949. En 1950 il rejoint le groupe PAGON (Progressive Architect’s Group of Oslo, Norway), une filiale du CIAM.
De 1952 à 1953 il effectue un long voyage vers l'Afrique et reste une année étudier l'architecture des villages berbères au Maroc et des confins de l'Espagne. Ainsi, à la suite de ces aînés Aldo van Eyck et Jorn Utzon, le jeune architecture féru des œuvres modernes découvre "les murs de Mies van der Rohe et les toits de Le Corbusier. Cette année consacrée à l’architecture vernaculaire influence énormément son œuvre ultérieure. L'expérience de l'espace et l'amour de la nature et des hommes d'un milieu sont toujours recherché en préalable.
Sous l’influence et sur les conseils de Arne Korsmo (en), un de ses anciens professeurs de l’école d’architecture d’Oslo, à la fois ami et mentor, il décide à peine rentré en Norvège de repartir afin d’enrichir sa culture et son expérience architecturale et d'éviter l'absence de commande qui frappe le métier dans son pays. Sverre Fehn s’installe donc à Paris pour une année d'étude supplémentaire de 1953 à 1954 avec la promesse d'une bourse française. Assistant au CIAM (congrès international d’architecture moderne) à Aix en Provence, il présente des plans d’un projet de logement en collaboration avec son collègue danois Jørn Utzon et fait la rencontre de l'ingénieur-constructeur Jean Prouvé, pionnier de l'architecture métallique et des murs-rideaux dans l'entre-deux-guerres, et patron d'une usine de construction lorraine valorisant les métaux, en particulier l'aluminium. Ayant obtenu sa bourse française, il accomplit son stage pratique dans le cabinet d’étude des ateliers de construction Jean Prouvé. Durant cette année il participe au projet de la "villa de Nancy", il est particulièrement impressionné par l’attention particulière que porte Jean Prouvé à l’alliance de la technique, des matériaux dans le projet. Toute son œuvre se construit autour de ces problématiques.
À son retour à Oslo en 1954, il ouvre un cabinet d’architecture installé à Fastingsgate.

## Œuvre d'architecte et reconnaissance

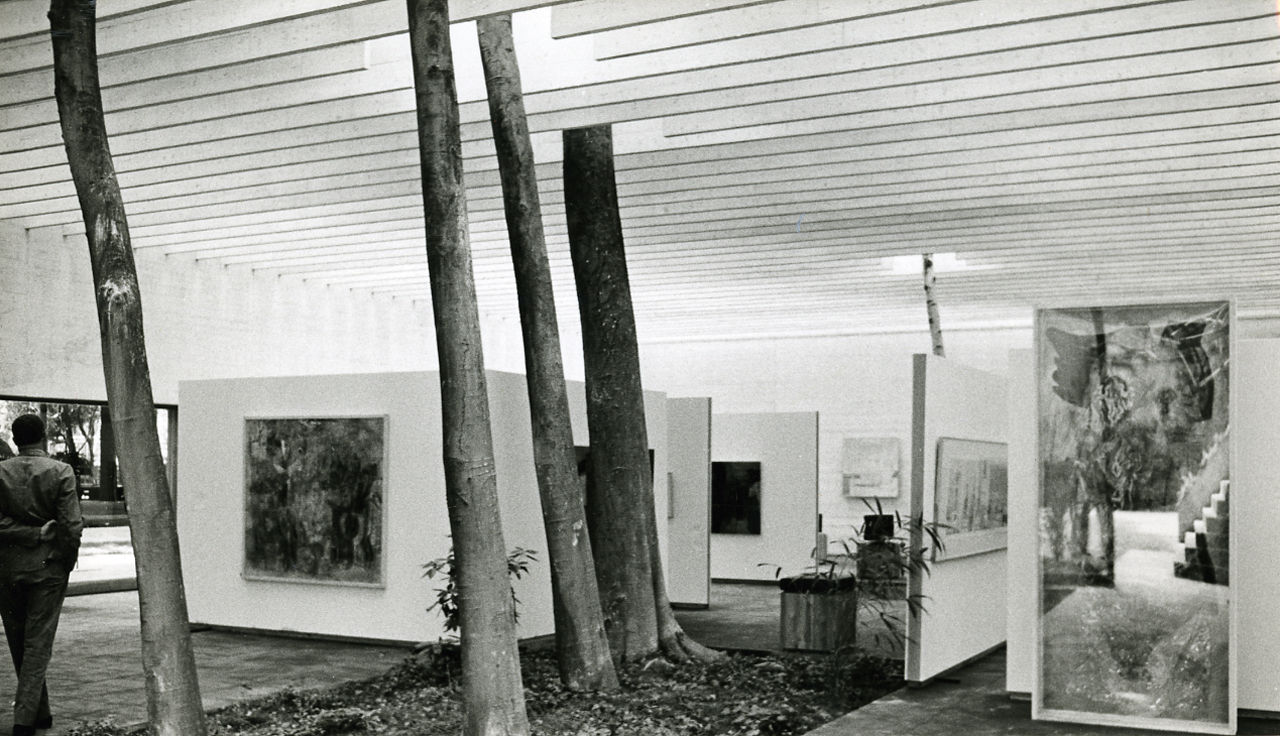
Pavillon nordique dans les jardins de la Biennale de Venise en 1962.

En 1962, il réalise l’un de ses projets les plus importants, en tous cas qui le fait connaître définitivement au niveau international : la structure du toit-poutrage en béton du pavillon des pays nordiques dans les jardins de la Biennale de Venise. Ce « pavillon nordique » de la Biennale de Venise de 1962, qui respecte quelques grands arbres au milieu du bâtiment-toit, est en un sens fortement influencé par le modernisme de Le Corbusier et de Jean Prouvé.

De 1967 à 1979, il construit le musée de la cathédrale de Hamar. De 1971 à 1995, nommé professeur d'architecture, il enseigne à l’École d’architecture d’Oslo. Il est également appelé comme professeur honoraire auprès de différentes écoles d’architecture en Europe et aux États-Unis, notamment l’université Yale et la Cooper Union de New York.

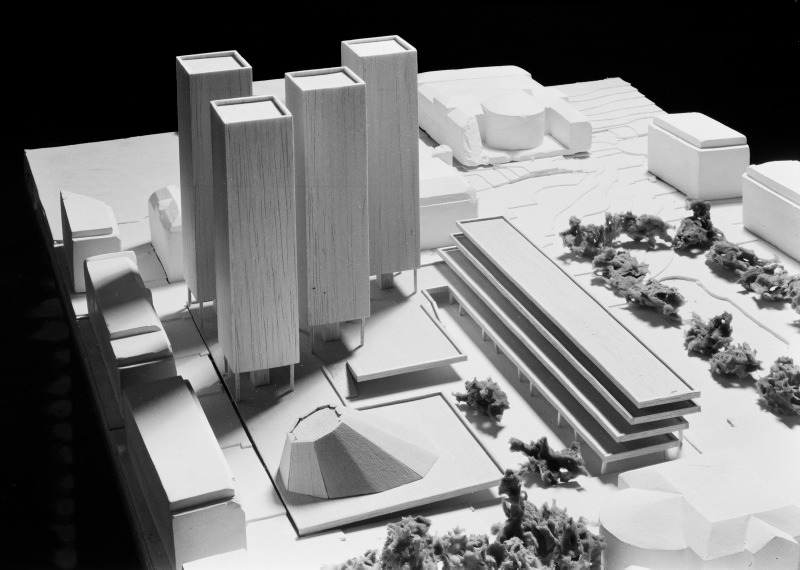
Projet corbuséen sur l'avenue Karl-Johann en 1962.

Il réalise de nombreux musées remarquables en Norvège mais il s’est aussi occupé de la construction d’habitations privées parmi lesquelles on notera particulièrement la villa Schreiner à Oslo (1963) et la villa Busk à Bamble (1990).
Il construit également un certain nombre de maisons qui sont liées à la topographie caractéristique des fjords norvégiens, de la lumière du nord, à l’ombre et au vent.
La plupart de ses œuvres sont construites en Norvège. Bien qu’il ait gagné un grand nombre de concours, une faible part de ses projets a été réalisé. Il a reçu en fin de carrière de nombreux prix parmi lesquels la médaille Heinrich-Tessenow et le prix Pritzker, tous deux en 1997.
Sverre Fehn se définit comme un architecte incompris et un antisocial. Peu intéressé par les relations d’affaires ou politiques, il se fait connaître en travaillant à des projets et en gagnant des concours. Ses projets n’ont pas toujours abouti et ceux qui ont été achevés ont parfois été sévèrement critiqués ce qui est une blessure pour lui. 
Cependant il est publié de nombreuses fois, devient enseignant à l’école même où il a été formé et reçoit des prix, la reconnaissance et la consécration arriveront en 1997 avec le prix Pritzker, la plus haute récompense en matière d’architecture.
Ses dernières réalisations sont le reflet de l’influence de la culture norvégienne, et de la richesse de son environnement naturel.

## Influences
Arne Korsmo (en), professeur antinationaliste rencontré à l’école d’architecture d’Oslo lors de ses études, apporte une énorme ouverture d’esprit à Sverre Fehn et devient son mentor. « Korsmo a été mon véritable maître », dira–t-il à propos de lui. En effet c’est le professeur qui est à l’origine de toutes les rencontres déterminantes de Fehn, rencontres qui marquent son œuvre ultérieure. Le maître pousse son ancien élève, devenu son ami, à aller chercher une ouverture d’esprit en Europe et aux États-Unis, à sortir de la Norvège. Ainsi il a permis à Sverre Fehn de rencontrer des architectes  aux États-Unis, et de sceller des amitiés durables avec Utzon, Aldo van Eyck, et Peter Smithson , ainsi que Charles Eames.

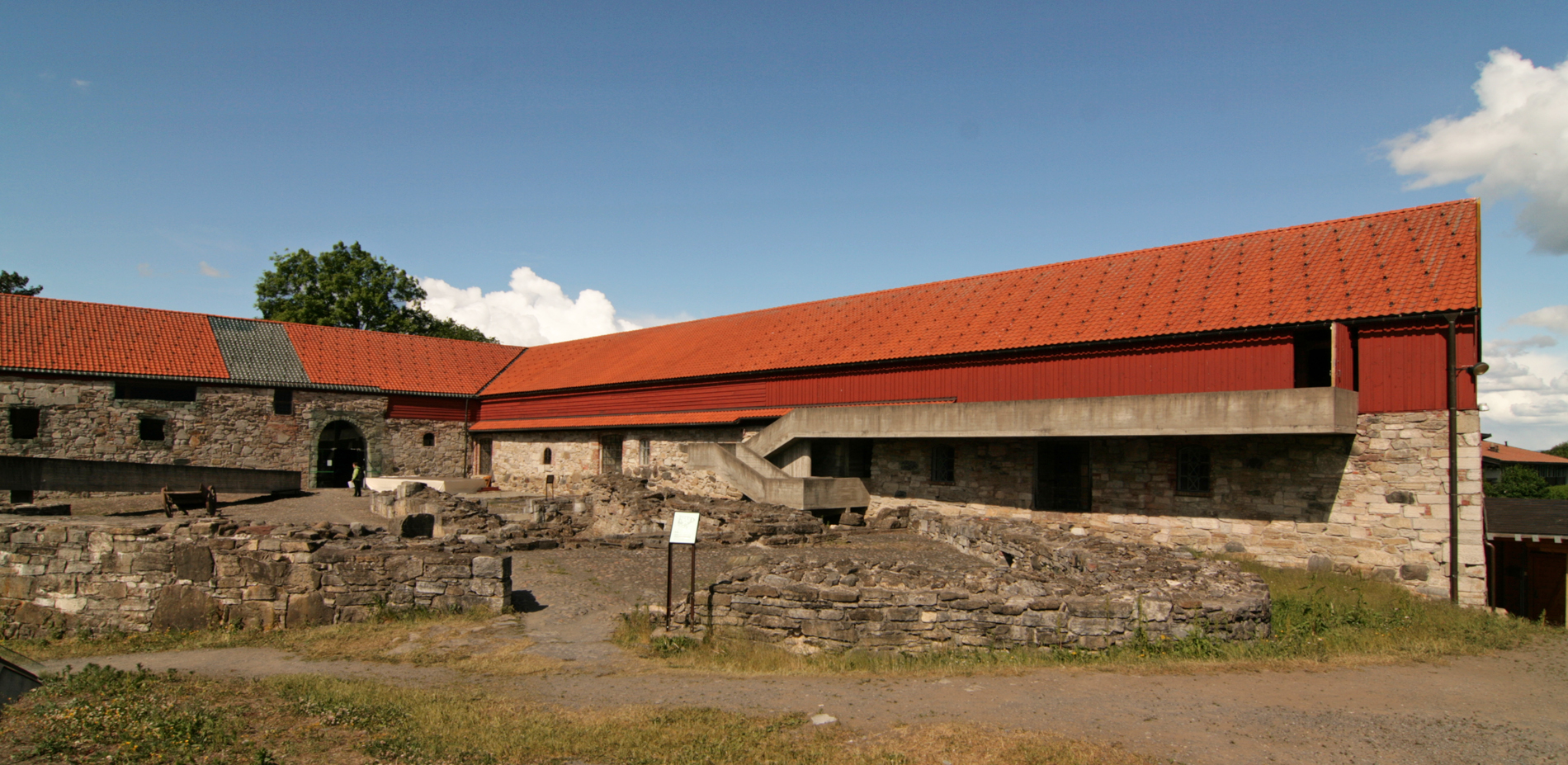
Musée du Hedmark à Hamar.

À Paris, Sverre Fehn fait la connaissance de Jean Prouvé, qui lui transmet sa fascination pour la technique et la construction dans la conception du projet, qui fait de l'ébauche  une « histoire poétique ». En France, Sverre Fehn visite également à plusieurs reprises les ateliers de Le Corbusier à Paris et le chantier de la cité radieuse à Marseille.

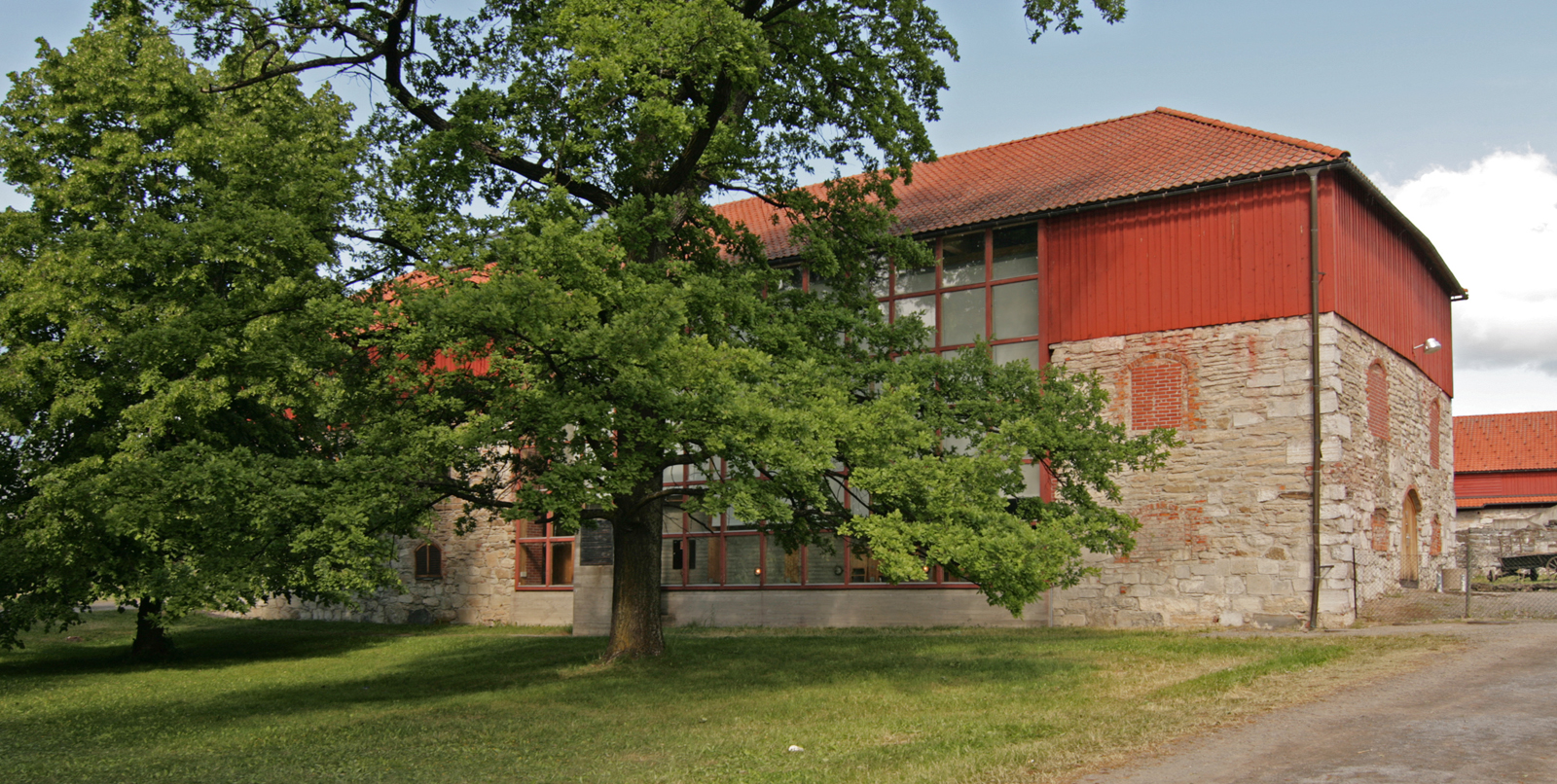
Vue sur l'aula du musée du Hedmark depuis le sud-est.

Plus tard, en 1962 à l’occasion de la construction du fameux pavillon nordique vénitien, il rencontre Carlo Scarpa à Venise, et les deux créateurs partagent une amitié en dépit de conceptions architecturales divergentes. Si Carlo Scarpa critique avec force et maintient de grandes réserves sur le pavillon de Sverre Fehn, Sverre le comprend et s'imprègne de la conception muséographique de l'architecte italien au museo civico di Castelvecchio de Vérone (1956-1964) pour son projet du musée du Hedmark à Hamar.
C’est l'ensemble de ces rencontres marquantes, et bien d'autres, qui forgent le "modernisme poétique" de Fehn, qui reconnait lui-même être influencé par les œuvres de Ludwig Mies van der Rohe, Utzon et aussi Alvar Aalto, moderniste finlandais duquel il est parfois pris en successeur et héritier spirituel.
Son pays d’origine, la Norvège, influence énormément les travaux de l’architecte. Malgré le fait qu’il ait tenté toute sa vie d’aller contre les grandes tendances de l’architecture nordique traditionnelle, Fehn ne peut nier sa culture et l’impact de celle-ci sur l’ensemble de son œuvre. Vers la fin de son œuvre, l'architecte cesse de lutter, se réconcilie avec l'attitude populaire, ce qui se ressent dans ses projets de maisons individuelles. « Si l'architecture devenait totalement rationnelle, les gens seraient traités comme des animaux. »
Le paysage nordique, la lumière, et finalement l’architecture traditionnelle ont fortement nourri la l’inspiration de l’architecte.

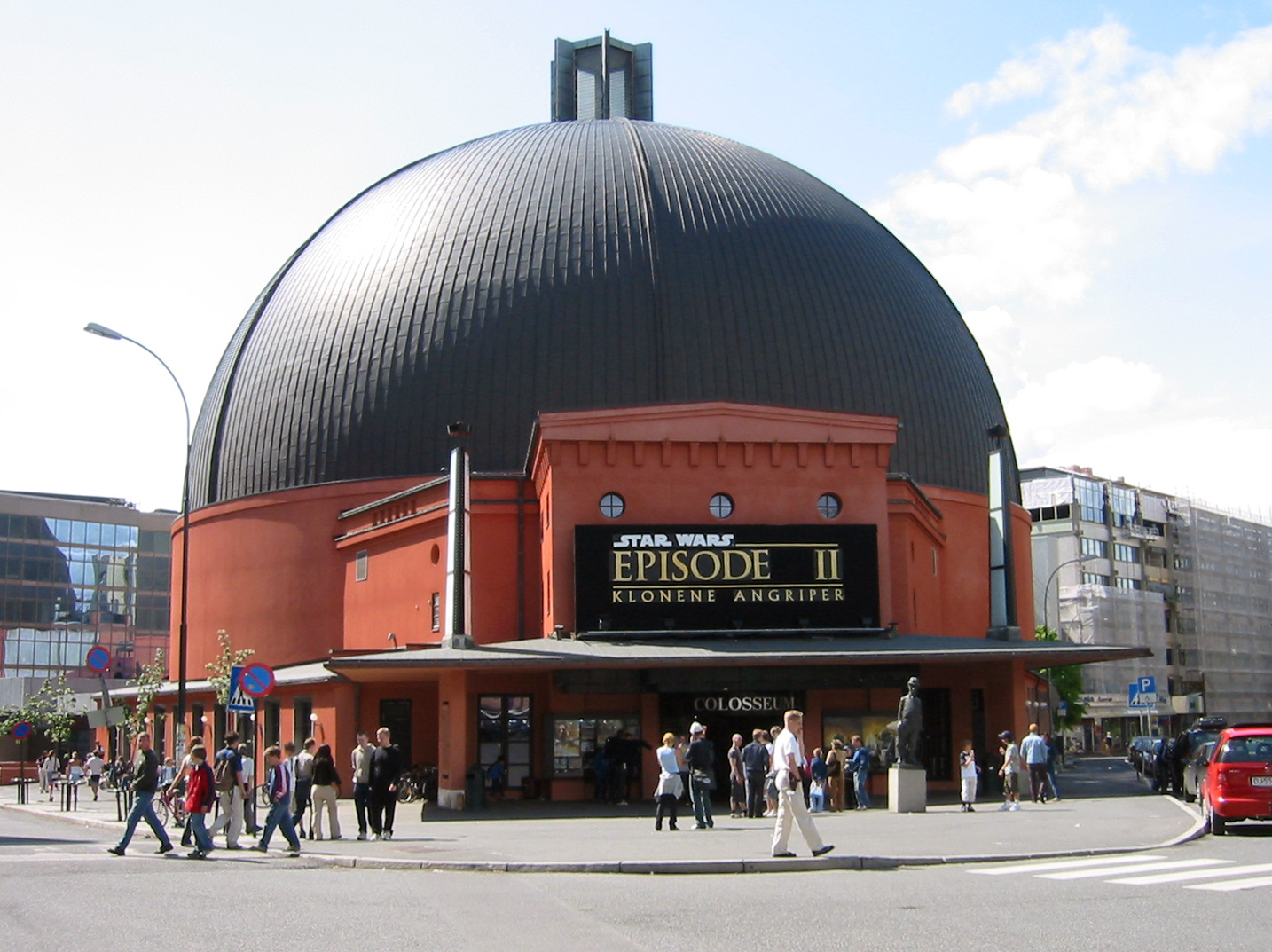
Cinéma osloïte Collosseum rebâti en 1964 par Sverre Fehn.

## Sur le modernisme poétique de Sverre Fehn
Formé après les dévastations de la Deuxième Guerre mondiale, Sverre Fehn fait bien partie de cette génération d’architecte qui cherchent à redéfinir le modernisme. Il a contribué à ce que Sigfried Giedion appelait « la nouvelle tradition »
Dès sa formation, l’œuvre de Fehn est fortement influencée par Le Corbusier, Jean Prouvé, des architectes modernistes dont il tire un enseignement sur les rapports entre structure et technique comme moyen d’expression, langage, éléments d’alphabet de construction servant à écrire une histoire. Fehn vise en fait à allier structure et poésie.
« Le rationalisme dans l’architecture moderniste est toujours le danger de l’oubli de la construction. Mais sans technique, l’architecture perd son sens. On se retrouve toujours au milieu de cet insolvable dilemme »

### La Biennale de Venise de 1962

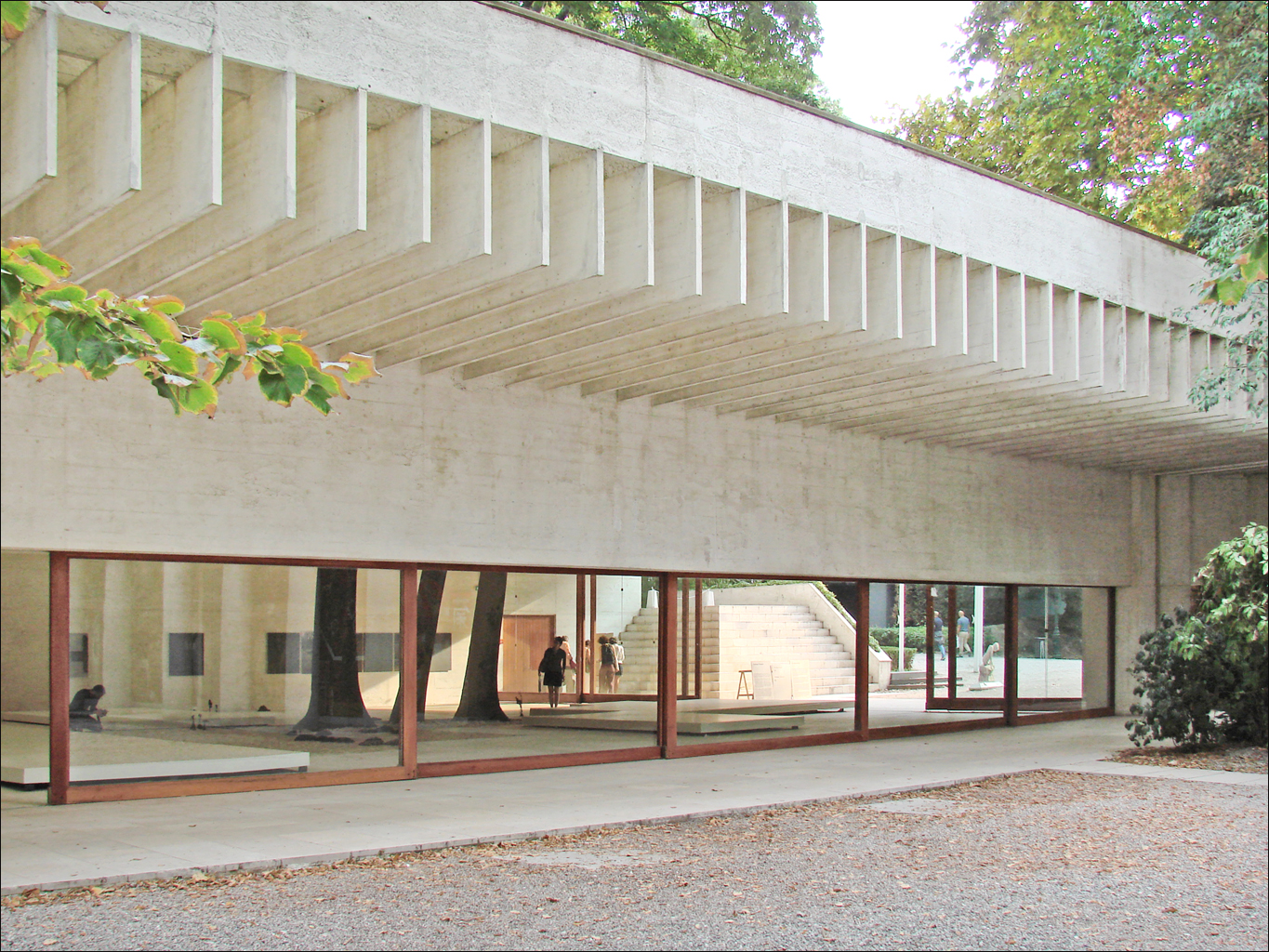
Pavillon des pays nordiques.

Sverre Fehn, à propos de son « pavillon nordique » présenté lors de la biennale de Venise de 1962, dit « Dans ce domaine, comme dans les autres, je crois qu’il faut combattre l’indifférence. S’intégrer précisément, volontairement dans un site. Ne jamais regarder la nature de façon romantique. Mais créer entre elle et votre intervention, une tension. C’est ainsi que l’architecture acquiert sa lisibilité et que nous retrouvons l’histoire que nous avons à raconter».
Construit dans le seul parc de la ville, le pavillon imaginé par Fehn est transpercé de multiples arbres. Il est constitué d'une toiture protégeant les œuvres de la lumière directe, ayant également pour objectif de recréer la lumière et l'ambiance des pays nordiques, où les œuvres ont été produites. Afin que la lumière ne perde pas son intensité, le bâtiment a été couvert d'un mélange de ciment, et de marbre blanc.

### Une architecture basée sur la dualité
Sverre Fehn avoue éprouver une certaine fascination pour les contrastes, et en fait la force constitutive de ses projets.

#### Relation avec la nature

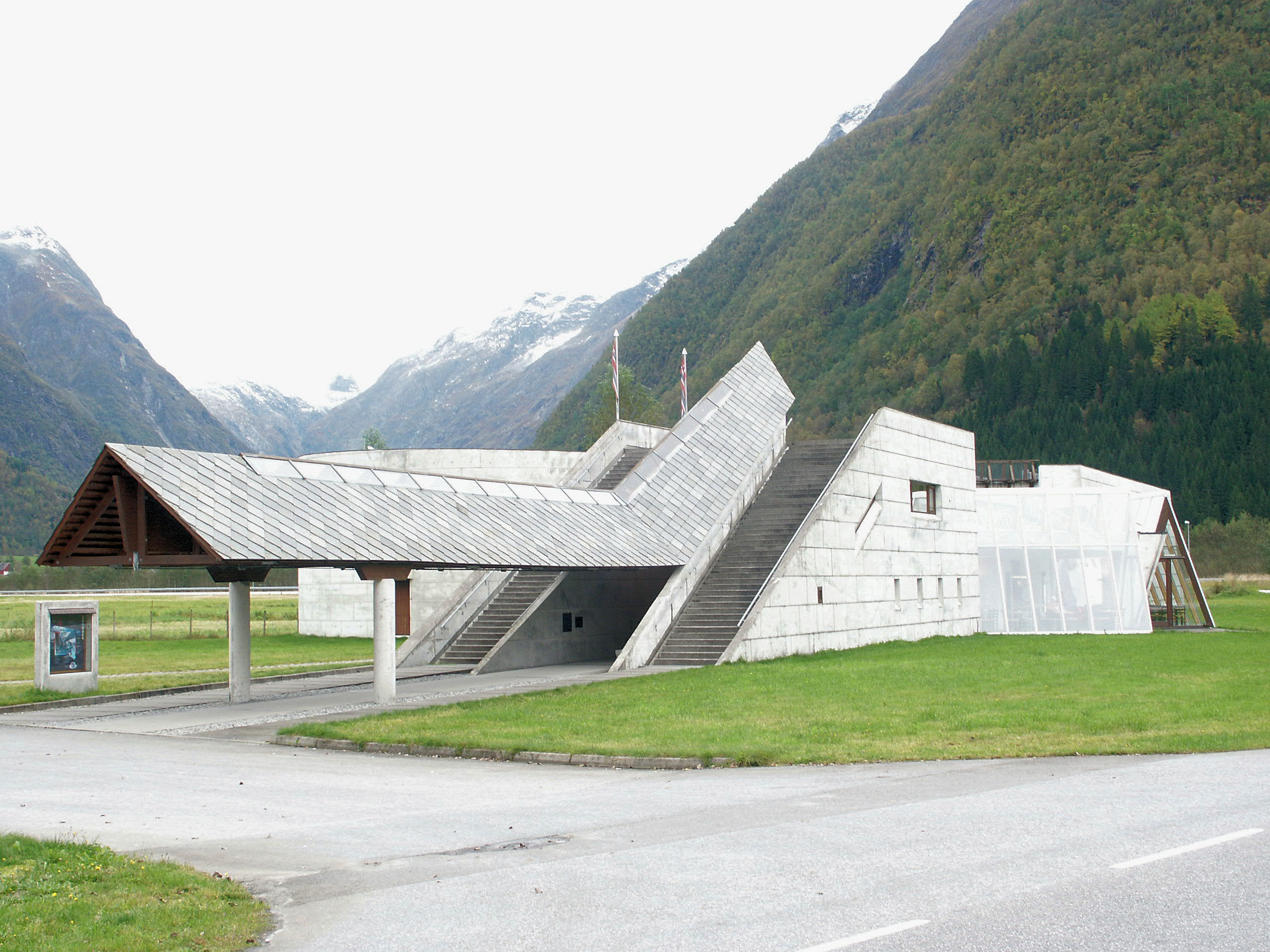
Appentis du musée des Glaciers.

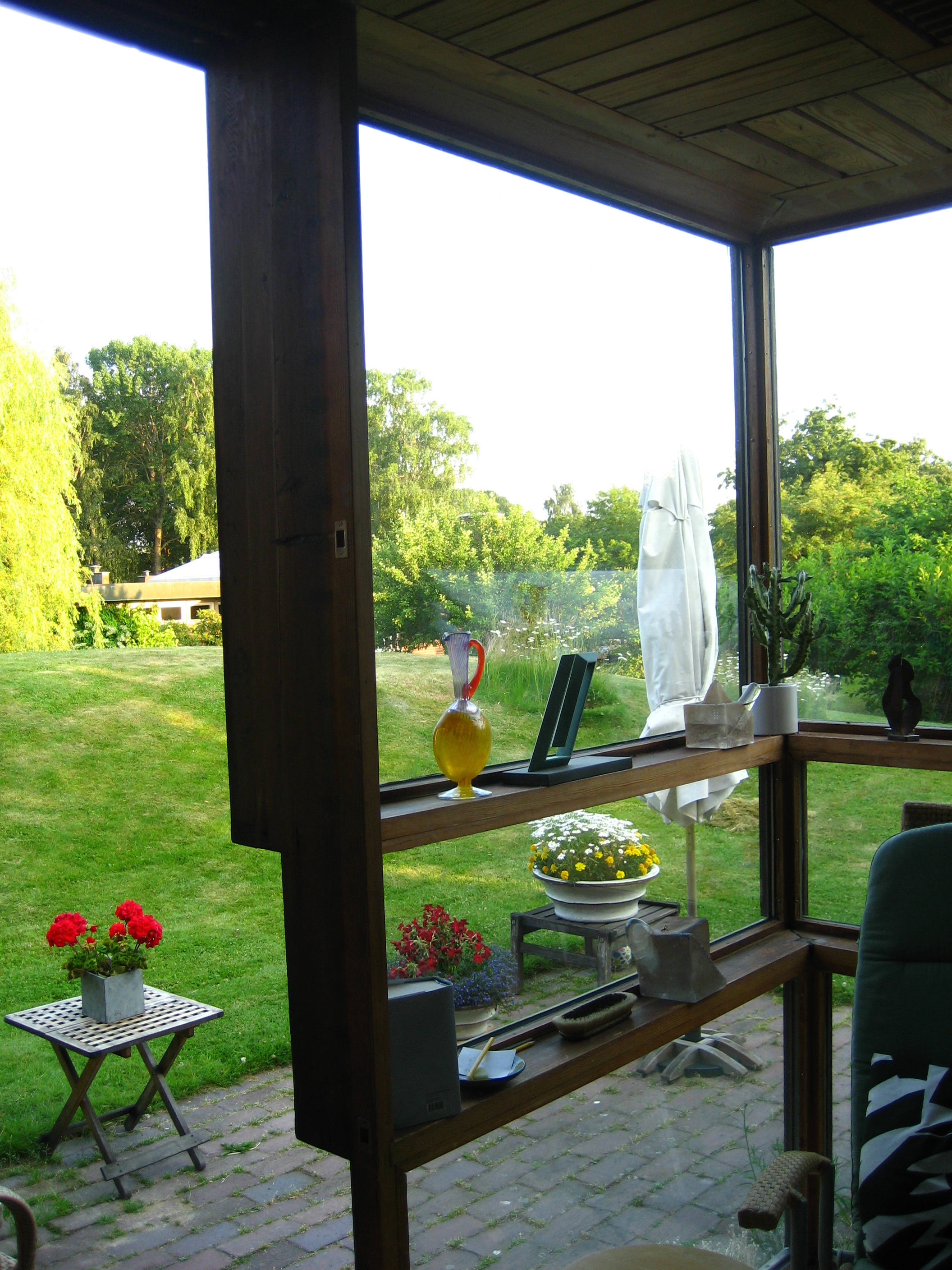
Jardin de la villa Norrköping.

« Je m’efforce d’attirer davantage l’attention des gens sur la beauté du site » 
« J’ai dit à mes étudiants que si, en regardant un bâtiment, ils remarquent un bel arbre, alors le bâtiment est une belle pièce d’architecture. C’est le dialogue entre l’arbre et l’architecture qui rend l’arbre beau. »
L’architecte travaille sur la tension entre la nature et l’intervention. Fehn s’attache à respecter la nature, chaque projet est intimement lié et dialogue avec elle.  
De manière forte, parfois abrupte, le bâtiment doit mettre en valeur le site. Cela crée une certaine résistance entre la matière et la nature : le contraste doit être fortement exprimé, ne pas « traiter la nature avec douceur » C’est une attaque de notre culture contre la nature.
« L’architecture est un arrêt dans le temps, une philosophie inscrite dans la terre pour marquer le paysage ».
Ainsi, la station de recherche glaciologique devenue Musée des Glaciers à Fjærland est initialement conçue comme un long bloc de pierre abandonné là par un glacier.
Selon Fehn, le temps et l’espace de la nature et ceux de l’humain sont pas coordonnés. Le temps de la nature est long et quasi-infini, celui de l’humain est court et restreint. Le rôle de l’architecture est de rétablir un lien entre l’échelle, de les synchroniser. L’architecture ne possède pas d’espace-temps, elle réconcilie l’homme et la nature. Il faut déchiffrer le langage du paysage et trouver la juste échelle adaptée au corps.

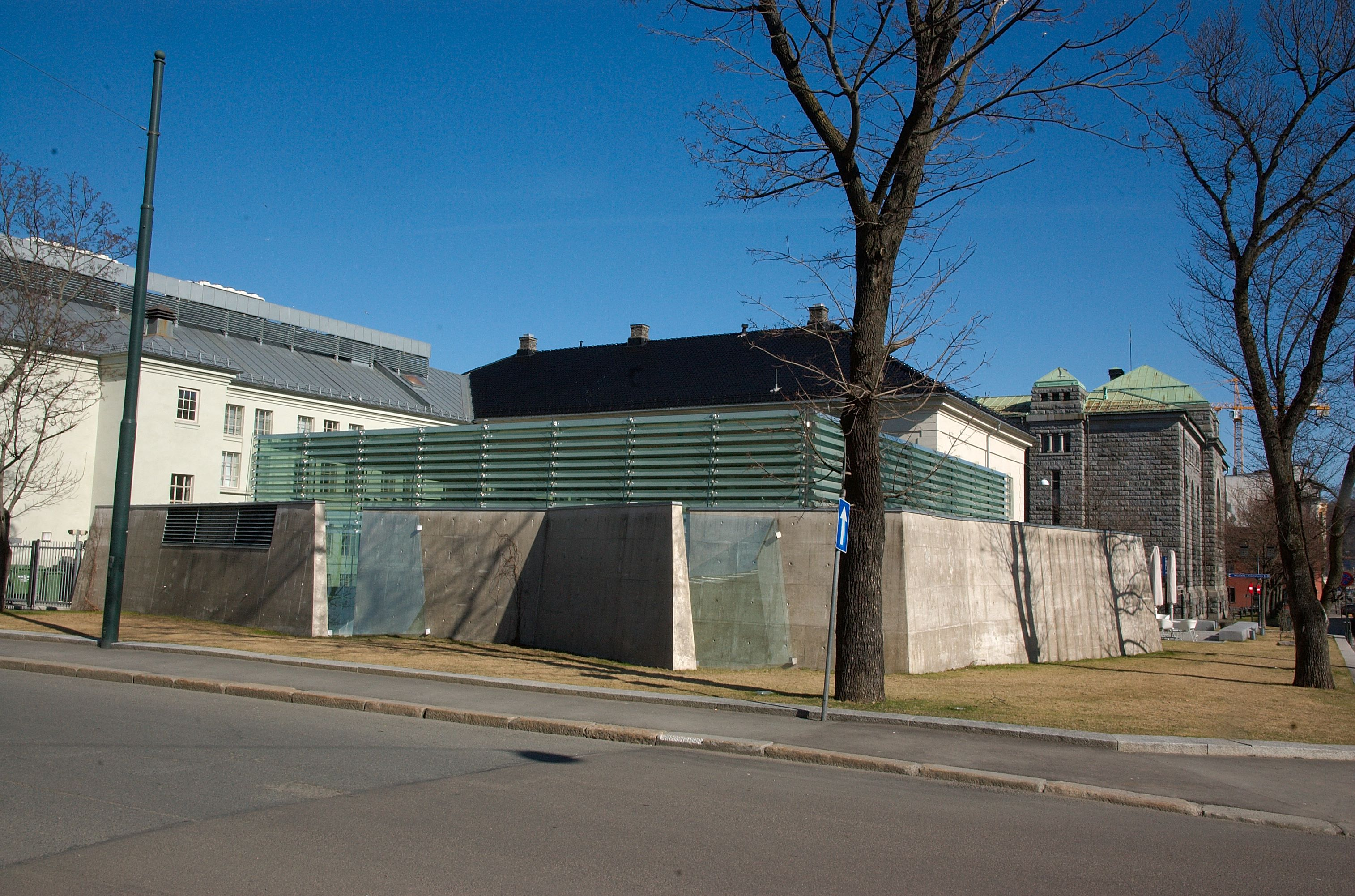
Musée de l'architecture à Oslo.

Le plus primordial dans un projet est d’être capable de lire le langage du paysage aussi précisément que possible, et de pouvoir appréhender l’échelle du corps humain afin d’obtenir une adéquation parfaite entre paysage, bâtiment et corps.
L'architecte norvégien travaille également beaucoup sur la thématique de l'horizon, lien entre terre et ciel. Selon lui les toitures plates de Le Corbusier recréent cet horizon, que les hommes ont perdu depuis la découverte de la terre en tant que globe. « Il faut redonner la terre à la Terre, et l'horizon dans les maisons des hommes ». L'architecture a ce rôle et réconcilie, relie le ciel et la terre.

#### La vie et la mort, la lumière et l'obscurité
L’hiver, dans le nord de la Norvège, il fait nuit plusieurs mois d’affilée, ce qui enrichit l’imagination selon Fehn. L’architecte nourrit une fascination des ombres et la lumière, de la dualité entre la vie et la mort. Il considère ses réalisations comme des objets vivants, ayant pour objectif de surpasser la mort, du moins la propre mort de l’architecte.

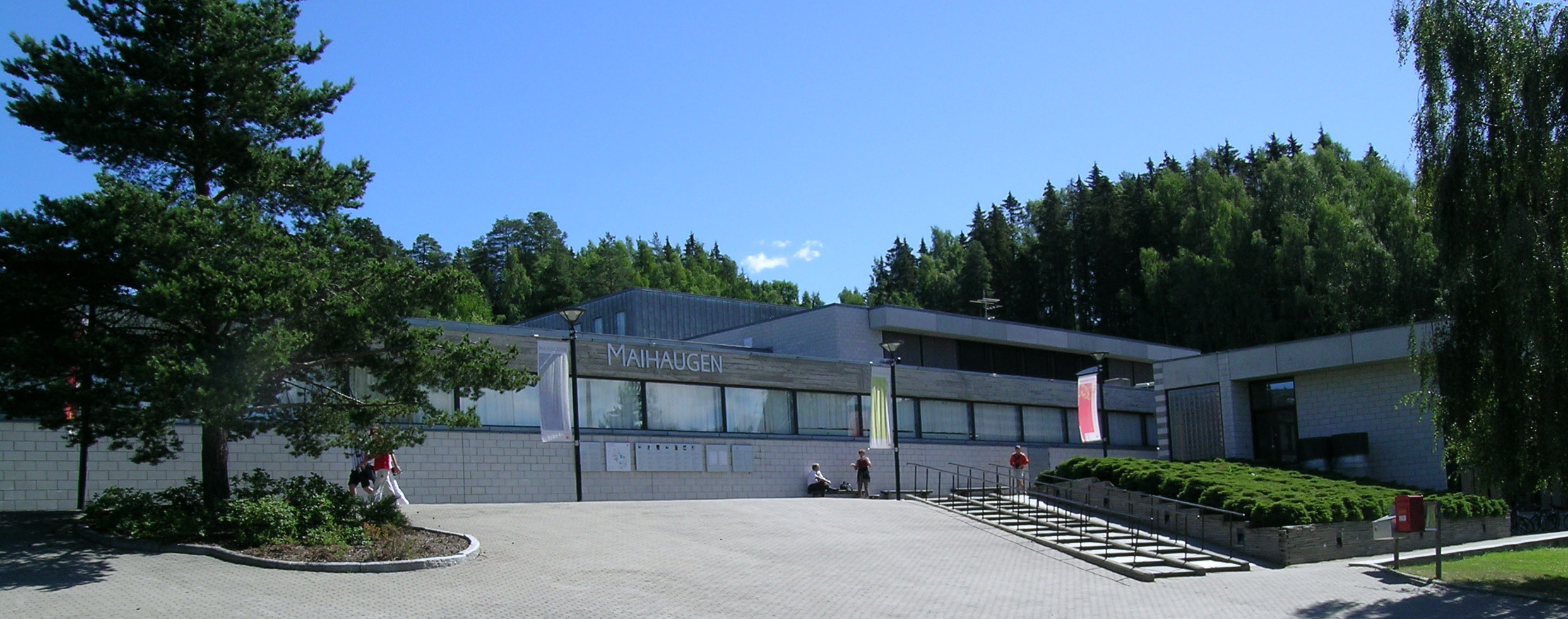
Maihaugen, musée de Lillehammer.

## Quelques projets réalisés
- Maison de retraite d’Økern à Oslo (1952-55), en collaboration avec Geir Grung ;
- Musée Handicraft à Lillehammer (1949-56), en collaboration avec Geir Grung ;
- Pavillon de la Norvège à l’Exposition universelle de 1958, à Bruxelles ;
- Installation pour un musée à Léopoldville, Congo belge, Afrique (1958) ;
- Photo Shop à Oslo (1960)Villa Scheiner.

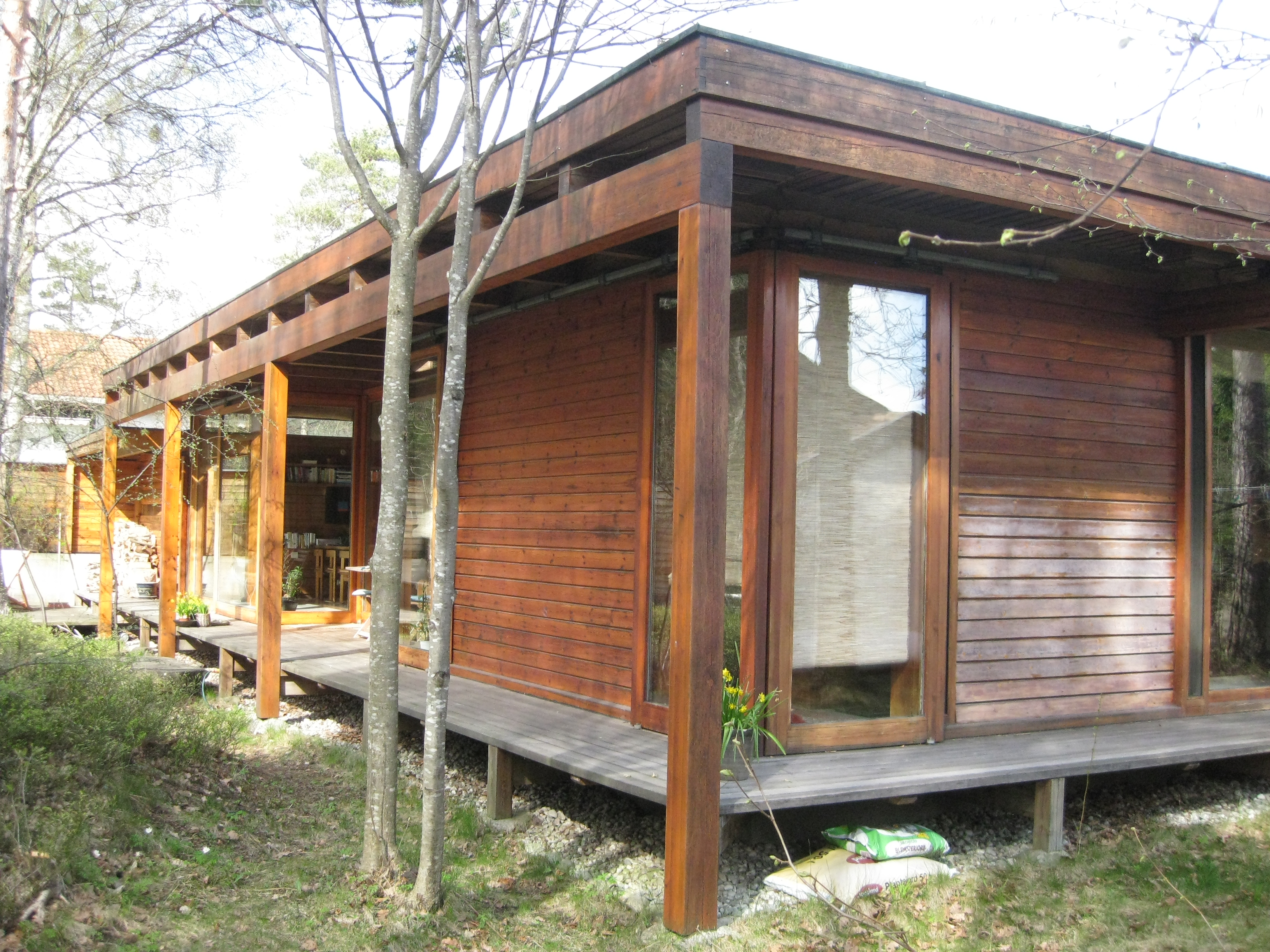
Villa Scheiner.

- Restaurant et salles d’exposition à Oslo (1961)
- Maison Underland  à Ski (1960-62)
- Cabine pour T.Idland à Bjerkoya (1962)
- Pavillon des pays nordiques à la Biennale de Venise (1962);
- Maison Saethren et Workshop à Ski (1959-62)
- Maison Schreiner à (Oslo, 1959-63)
- Maison Skagerstad à Oslo (1962-64)
- Maison Norrkoping à Norrkoping, Suède (1963-64)
- Maison A. Bodtker à Oslo (1961-65)
- Maison Wessel  à Oslo (1962-65)
- L’école agricole Telemark à Ulefoss (1967-70)
- Maison Johnsrude à Baerum (1968-70)
- La maison Sparre à Skedmo (1967-70)

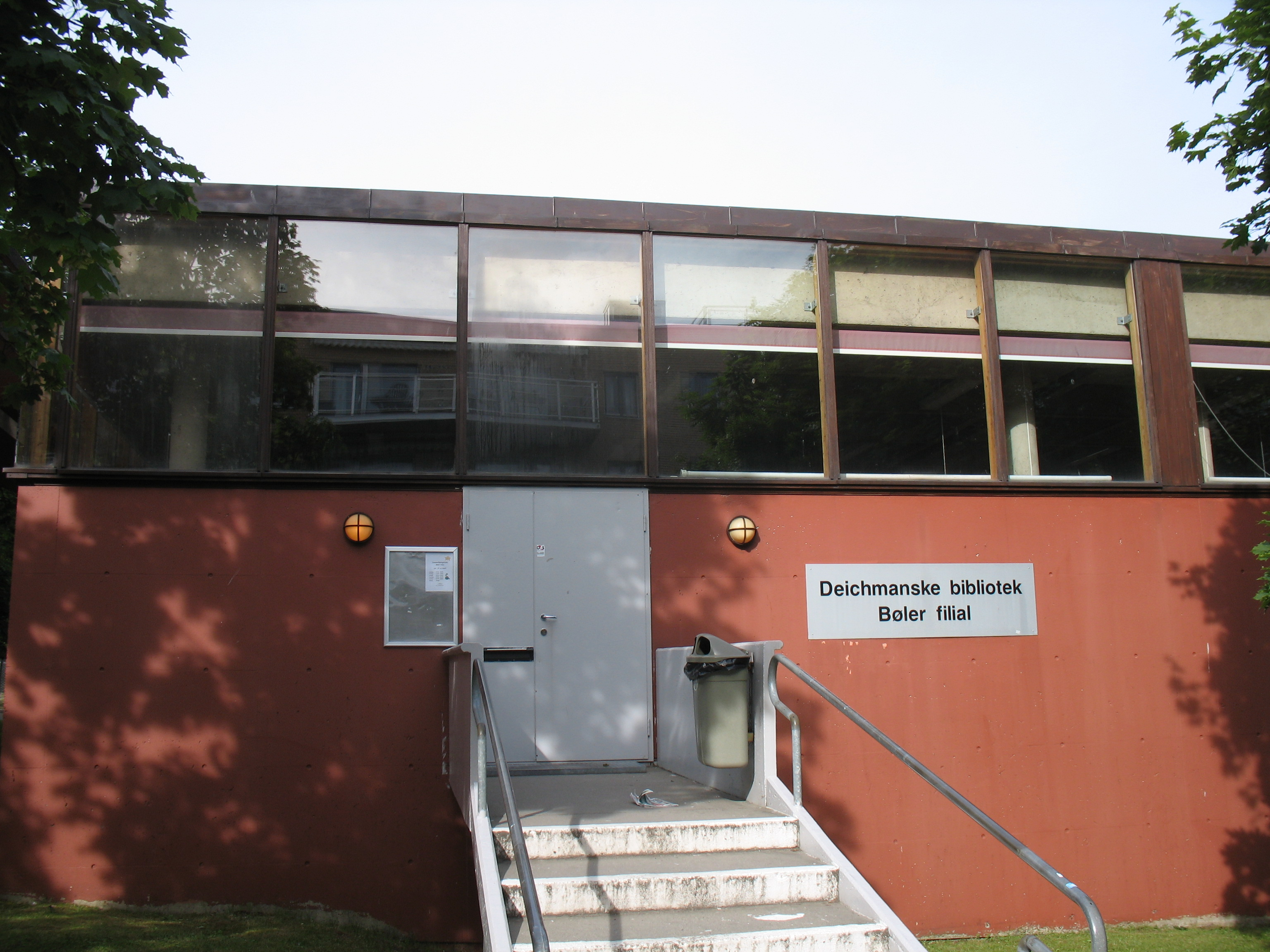
Bibliothèque Boler.

- Bibliothèque Boler.Centre communautaire Boler à Oslo (1962-72)
- Installation pour l’exposition du Moyen Âge à Hovikodden 1972
- Exposition des Soldats de Chine à Hovikodden (1972) ;
- Reconstruction du Théâtre Colosseum à Oslo (1963-1973)
- Maison Holme à Holmsbu (1972-75)
- École Skådalen pour malentendants à Oslo (1971-77) ;
- Musée du Hedmark, musée de l’archevêché à Hamar (1967-79)
- Installation pour l’exposition médiévale au musée historique d’Oslo (1979-80)
- Maison C. Bodtker II à Oslo (1982-85)
- L’exposition des soldats chinois à Hovikodden (1984-85)
- Maison Brick à Baerum (1986) ;
- Maison Kise à Skien (1987-90) ;
- Maison Busk à Bamble (1990) ;
- Musée des Glaciers à Fjaerland (1991) ;Villa Norrköping en Suède.

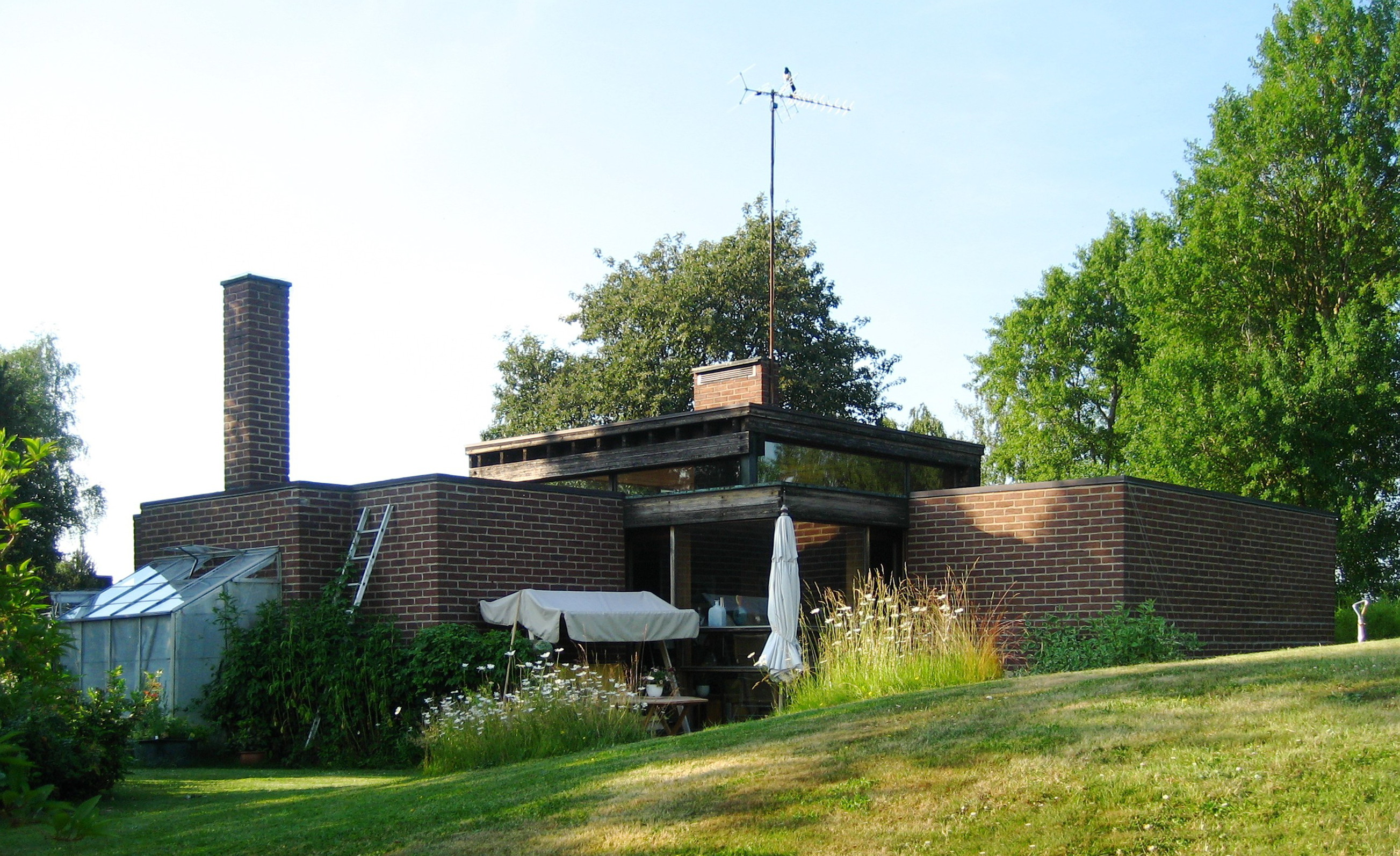
Villa Norrköping en Suède.

- Maison Eco à Norrkoping en Suède (1991-92) ;
- Musée Aukrust à Alvdal (1995) ;
- Station de Recherche du Musée des Glaciers à Fjaerland (1995) ;
- Atelier Holme à Holmsbu (1996)
- Centre Ivar Aasen à Ørsta (2000) ;
- Musée de la Photographie à Horten (2001).

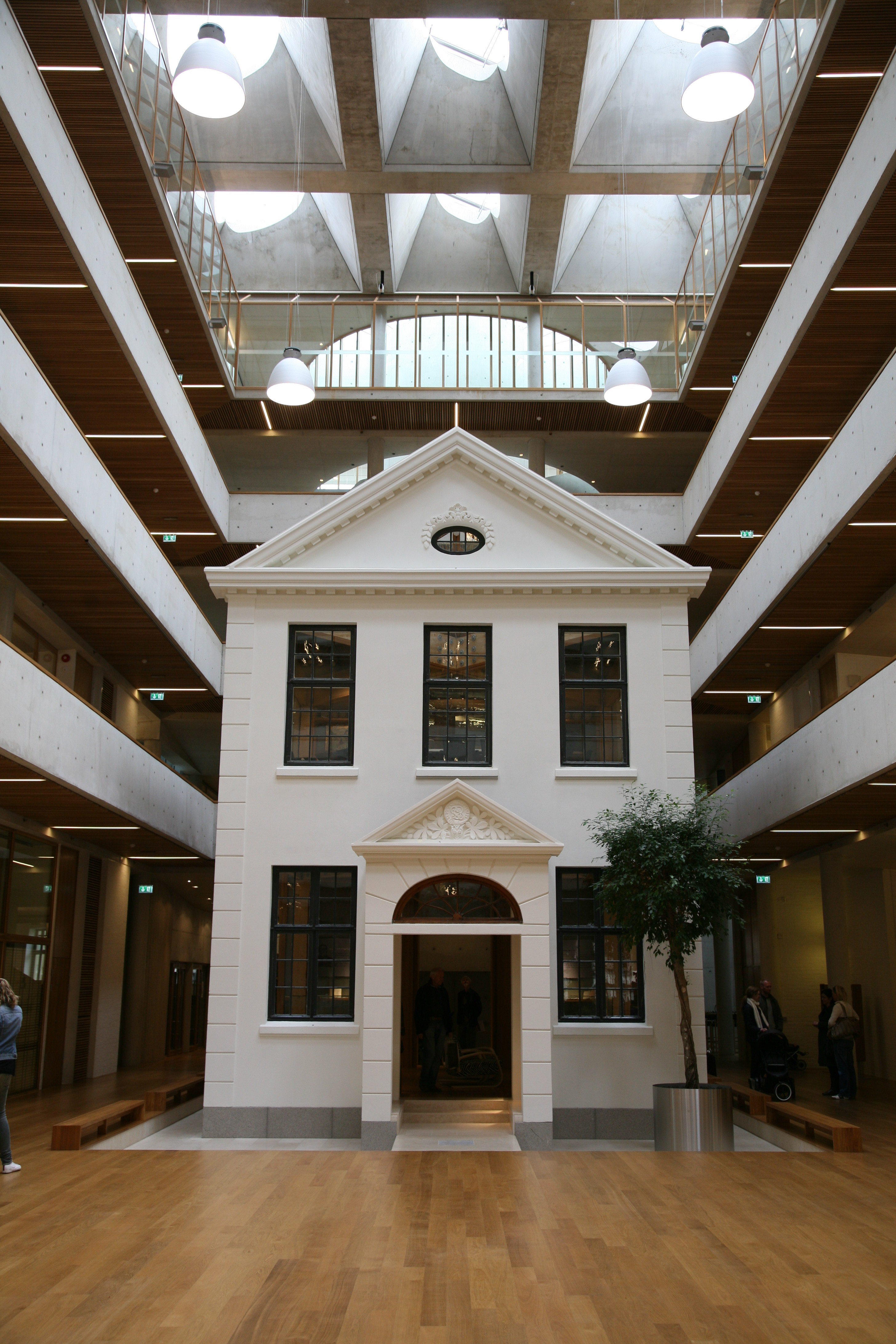
Atrium de la maison d'édition Gyldendal à Oslo.

## Récompenses
- 1993 : grande médaille d’or de l’académie d’architecture de Paris
- 1997 : médaille Heinrich-Tessenow
- 1997 : prix Pritzker
- 1998 : Norsk kulturråds ærespris

### Écrits personnels
- Sverre Fehn, The poetry of the straight line =: Den rette linjes poesi, 1992

### Ouvrages et revues sur Sverre Fehn
- Architectes : lauréats du Pritzker Prize. 30 ans de créations, Paris : La Martinière, 2011
- Per-Olaf Fjeld, Sverre Fehn on the Thought of Construction, Rizzoli International, 1983
- Yukio Futagawa, Sverre Fehn. Glacier Museum. The Aukrust Centre, in « GA Document 56 », 1998
- Béatrice Houzelle, Cubes d'argile, Maisons prototypes en Norvège, in « Techniques et Architecture »  n. 407, 1993
- Christian Norberg-Schulz, Gennaro Postiglione, Sverre Fehn: works, projects, writings 1949-1996, 1997
- Sverre Fehn. Studio Holme, in « GA Houses 58 », 1998
- Sverre Fehn : above and below the horizon, Tokyo : A+U, 1999
- AA. VV., The Secret of the Shadow: Light and Shadow in Architecture, 2002
- Richard Weston, Visionnaires, les plus grands architectes, édition de la Martinière, 2015, 312 pages, traduction par Lucie Blanchard de l'ouvrage britannique Architecture visionaries, Laurence King Publishing, Londres, 2015. En particulier p. 180–183.